# Бергрен, Томми (футболист)
Томми Бергрен (швед. Tommy Berggren; 20 апреля 1950, Enskede — 3 декабря 2012) — шведский футболист, играл на позиции левого защитника и нападающего.

## Биография

### Игровая карьера
Бергрен в течение 14 сезонов играл за «Юргорден», но начинал на позиции левого защитника. Спустя несколько сезонов его перевели на позицию нападающего. В 1978 году он стал лучшим бомбардиром лиги Аллсвенскан, забив 19 голов. Завершил карьеру в 1982 году в возрасте 32 лет.
За сборную Швеции сыграл 3 матча.

### Смерть
Скончался 3 декабря 2012 года в возрасте 62 лет после продолжительной болезни.

## Достижения
- Лучший бомбардир чемпионата Швеции (1): 1978 (19 голов)